# 新檜尾台
新檜尾台（しんひのおだい）は、大阪府堺市南区の泉北ニュータウン光明池地区にある地名。
現行行政地名は新檜尾台一丁から新檜尾台四丁。住居表示は実施済み。

## 歴史
1979年（昭和54年）4月 - まちびらき。

## 世帯数と人口
2021年（令和3年）12月末現在における人口と世帯数は以下の通りである。
| 丁          | 世帯数    | 人口    |
| ----------- | --------- | ------- |
| 新檜尾台1丁 | 405世帯   | 908人   |
| 新檜尾台2丁 | 1,066世帯 | 2,479人 |
| 新檜尾台3丁 | 1,123世帯 | 2,367人 |
| 新檜尾台4丁 | 1,290帯   | 2,774人 |
| 計          | 3,884世帯 | 8,528人 |

## 小・中学校の校区
市立小・中学校に通う場合、校区は以下の通りとなる。
| 丁          | 番地 | 小学校               | 中学校             |
| ----------- | ---- | -------------------- | ------------------ |
| 新檜尾台1丁 | 全域 | 堺市立新檜尾台小学校 | 堺市立赤坂台中学校 |
| 新檜尾台2丁 | 全域 | 堺市立新檜尾台小学校 | 堺市立赤坂台中学校 |
| 新檜尾台3丁 | 全域 | 堺市立新檜尾台小学校 | 堺市立赤坂台中学校 |
| 新檜尾台4丁 | 全域 | 堺市立新檜尾台小学校 | 堺市立赤坂台中学校 |

## 交通

### 鉄道
南海泉北線光明池駅

### バス
南海バス泉北光明池地区線（光明池営業所）
- 309系統：泉ヶ丘駅 - 赤坂台回り - 光明池駅，光明池駅 - 赤坂台右回り・左回り
- 309L系統：泉ヶ丘駅 - 赤坂台回り・光明池駅 - 泉ヶ丘駅

### 道路
- 大阪府道208号堺泉北環状線
- 大阪府道38号富田林泉大津線

## 施設
- 堺市立新檜尾台小学校 - 新檜尾台3丁7番1号
- 南堺警察署 光明池駅前交番 - 新檜尾台2丁1番2号
- 新檜尾公園 - 新檜尾台2丁3番